# Bruno Mealli
Bruno Mealli (Loro Ciuffenna, Toscana, 20 de noviembre de 1937-3 de agosto de 2023) fue un ciclista italìano, que fue profesional entre 1961 y 1969. En su palmarés destacan tres etapas en el Giro de Italia y el Campeonato de Italia de ciclismo en ruta de 1963.

## Palmarés
| 1959 - Giro del Casentino 1961 - Giro del Lazio 1962 - Premio de la Industria y el Comercio de Prato - Giro de Emília - 1 etapa al Giro de Italia - 1 etapa a la Volta a Cataluña 1963 - Campeonato de Italia en Ruta - Giro de la Romagna | 1964 - Giro del Lazio - 1 etapa del Giro de Italia - 1 etapa del Tour de Luxemburgo 1965 - 1 etapa del Giro de Italia 1966 - Gran Premio de la villa de Camaiore 1967 - Giro de la Romagna |

## Resultados en Grandes Vueltas y Campeonatos del Mundo
Durante su carrera deportiva consiguió los siguientes puestos en las Grandes Vueltas y en los Campeonatos del Mundo en carretera:
| Carrera         | 1961 | 1962 | 1963 | 1964 | 1965 | 1966 | 1967 | 1968 | 1969 |
| --------------- | ---- | ---- | ---- | ---- | ---- | ---- | ---- | ---- | ---- |
| Giro de Italia  | 54.º | Ab.  | 17.º | 30.º | 17.º | 25.º | 44.º | -    | Ab.  |
| Tour de Francia | -    | -    | -    | -    | -    | -    | -    | -    | -    |
| Vuelta a España | -    | -    | -    | -    | -    | -    | -    | -    | -    |
| Mundial en Ruta | -    | -    | -    | 23º  | 12.º | -    | -    | -    | -    |

-: no participa 

Ab.: abandono